# Andrew Bogut
Andrew Michael Bogut (Melbourne, Victoria; 28 de noviembre de 1984) es un exjugador de baloncesto australiano que disputó 14 temporadas en la NBA. Es hijo de croatas emigrantes a Australia. Con 2,13 metros de estatura, jugaba en la posición de pívot.

## Carrera

### Sus comienzos en Australia
Con 15 años de edad no fue seleccionado por la selección júnior del Estado de Victoria y esa amarga experiencia le hizo intentar mejorar. Asistió al "Instituto Australiano de Deportes", un centro de alto rendimiento para deportistas jóvenes de su país, y en su último año allí promedió 29 puntos y 14,5 rebotes, siendo convocado por su selección para disputar el Campeonato del Mundo Junior (Sub-19) de 2003, donde consiguieron la medalla de oro y donde fue nombrado mejor jugador del torneo.

### Universidad
Ya en Estados Unidos, acudió a la Universidad de Utah, donde en la temporada de su debut, 2003-2004, promedió casi un doble-doble, acabando con 12,5 puntos y 9,9 rebotes por partido. Fue nombrado novato del año de su conferencia, la Mountain West Conference. Ese verano acudió con la selección australiana a los Juegos Olímpicos de Atenas 2004, donde promedió 14,8 puntos, 8,8 rebotes y 1,2 tapones.
Después de una sólida aunque poco espectacular temporada de novato, en su segundo año despuntó: promedió 20,4 puntos, 12,2 rebotes (2.º en la División I de la NCAA), 2,3 asistencias, y 1,8 tapones, anotando un 62% de tiros de campo (8.º en División I). También lideró la liga en dobles-dobles, con 26.
Al acabar la temporada le fueron concedidos diversos premios, entre ellos el Naismith College Player of the Year y el John R. Wooden Award, siendo el primer jugador no norteamericano en conseguir ambos trofeos.

#### Estadísticas
| Año     | Equipo | PJ | PT | MPP  | %TC  | %3P  | %TL  | RPP  | APP | ROB | TPP | PPP  |
| ------- | ------ | -- | -- | ---- | ---- | ---- | ---- | ---- | --- | --- | --- | ---- |
| 2003–04 | Utah   | 33 | 33 | 30.4 | .577 | .364 | .640 | 9.9  | 2.2 | .4  | 1.3 | 12.5 |
| 2004–05 | Utah   | 35 | 35 | 35.0 | .620 | .360 | .692 | 12.2 | 2.3 | 1.0 | 1.9 | 20.4 |
| Total   | Total  | 68 | 68 | 32.7 | .603 | .361 | .674 | 11.1 | 2.3 | .7  | 1.6 | 16.6 |

### NBA

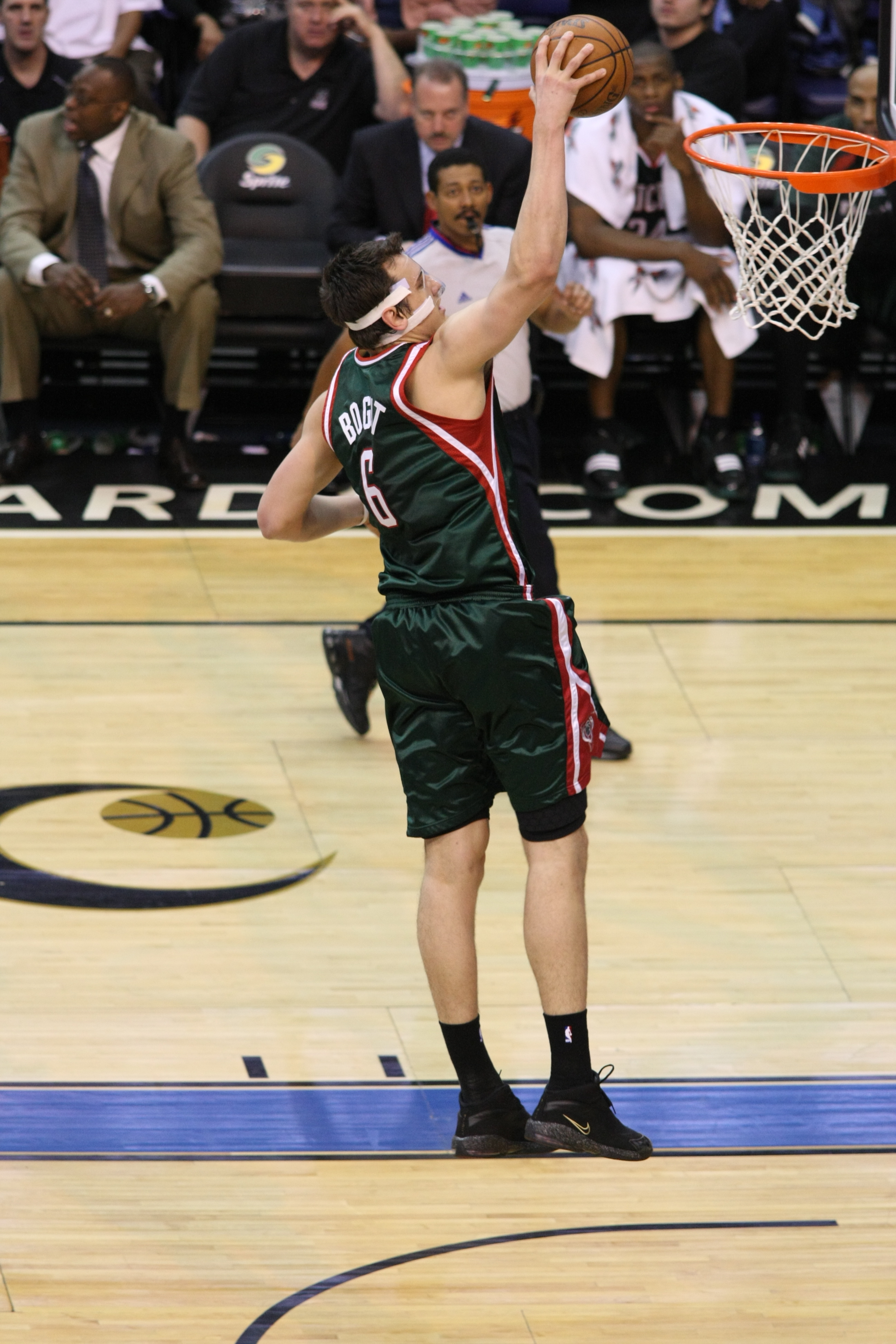
Bogut, realizando un mate con los Bucks en 2008.

No fue ninguna sorpresa que Bogut se hiciese con el número 1 del Draft de la NBA de 2005, siendo elegido por los Milwaukee Bucks. Su primer año entre los profesionales no fue fácil, aunque acabó promediando 9,4 puntos y 7 rebotes, lo que le hicieron ser elegido en el mejor quinteto de rookies del año. En la segunda temporada se fue consolidando en su juego, subiendo sus números hasta los 12,3 puntos y 8,8 rebotes por partido. Su punto negro de la temporada fue un gesto obsceno que dedicó a un espectador en casa de los Toronto Raptors, lo cual le costó una sanción de 25.000 dólares.
El 14 de marzo de 2012, fue traspasado a Golden State Warriors, junto con Stephen Jackson a cambio de Kwame Brown, Monta Ellis y Ekpe Udoh. En octubre de 2013, Bogut firmó una extensión de contrato de tres temporadas con los Warriors.
El 7 de julio de 2016 fue traspasado, junto con una futura segunda ronda del draft, a los Dallas Mavericks, a cambio de una futura segunda ronda condicionada. El traspaso se produjo para no exceder el límite salarial tras el fichaje Kevin Durant por los Warriors.
El 23 de febrero de 2017 fue traspasado, junto a Justin Anderson y una futura primera ronda protegida del draft a los Philadelphia 76ers a cambio de Nerlens Noel. Pero cuatro días más tarde fue despedido por los Sixers sin llegar a debutar. Después se uniría a los Cleveland Cavaliers, que anteriormente, habían adquirido a grandes jugadores como Deron Williams y Kyle Korver. Bogut, un jugador muy castigado por las lesiones durante toda su carrera en la NBA, tiene la mala suerte de romperse la tibia de su pierna izquierda en su partido de debut que enfrentaba a los Cavs contra los Miami Heat. Únicamente  pudo jugar 58 segundos en el partido.
En septiembre de 2017 se comprometió con Los Angeles Lakers por una temporada y el salario mínimo de un veterano. Pero el 5 de enero de 2018 fue cortado por Los Angeles Lakers y se convirtió en agente libre.

### Australia y retirada
Más tarde, el 24 de abril de 2018, fichó por los Sydney Kings de la NBL australiana.
El 6 de marzo de 2019, tras terminar la temporada 2018–19 de la NBL, Bogut firmó de nuevo con Golden State Warriors para lo quedaba de la temporada NBA. Los Warriors llegaron a la Final, donde perdieron contra Toronto Raptors (2-4).
Bogut volvió a firmar con los Sydney Kings para la 2019–20, en la que fue elegido en el quinteto ideal. El 25 de mayo de 2020, Bogut anunció que no renovaría con los Kings.
Después de varias operaciones, el 1 de diciembre de 2020, Bogut anunció su retirada del baloncesto profesional debido a su numerosas lesiones.

## Estadísticas de su carrera en la NBA
|  | Líder de la liga                                        |
|  | Denota temporada en la que ganó el Campeonato de la NBA |

### Temporada regular
| Año     | Equipo       | PJ  | PT  | MPP  | %TC  | %3P   | %TL   | RPP  | APP | ROB | TPP | PPP  |
| ------- | ------------ | --- | --- | ---- | ---- | ----- | ----- | ---- | --- | --- | --- | ---- |
| 2005-06 | Milwaukee    | 82  | 77  | 28.6 | .533 | .000  | .629  | 7.0  | 2.3 | .6  | .8  | 9.4  |
| 2006-07 | Milwaukee    | 66  | 66  | 34.2 | .553 | .200  | .577  | 8.8  | 3.0 | .7  | .5  | 12.3 |
| 2007-08 | Milwaukee    | 78  | 78  | 34.9 | .511 | .000  | .587  | 9.8  | 2.6 | .8  | 1.7 | 14.3 |
| 2008-09 | Milwaukee    | 36  | 33  | 31.2 | .577 | .000  | .571  | 10.3 | 2.0 | .6  | 1.0 | 11.7 |
| 2009-10 | Milwaukee    | 69  | 69  | 32.3 | .520 | .000  | .629  | 10.2 | 1.8 | .6  | 2.5 | 15.9 |
| 2010-11 | Milwaukee    | 65  | 65  | 35.3 | .495 | .000  | .442  | 11.1 | 2.0 | .7  | 2.6 | 12.8 |
| 2011-12 | Milwaukee    | 12  | 12  | 30.3 | .449 | .000  | .609  | 8.3  | 2.6 | 1.0 | 2.0 | 11.3 |
| 2012-13 | Golden State | 32  | 32  | 24.6 | .451 | 1.000 | .500  | 7.7  | 2.1 | .6  | 1.7 | 5.8  |
| 2013-14 | Golden State | 67  | 67  | 26.4 | .627 | .000  | .344  | 10.0 | 1.7 | .7  | 1.8 | 7.3  |
| 2014-15 | Golden State | 67  | 65  | 23.6 | .563 | .000  | .524  | 8.1  | 2.7 | .6  | 1.7 | 6.3  |
| 2015-16 | Golden State | 70  | 66  | 20.7 | .627 | 1.000 | .480  | 7.0  | 2.3 | .5  | 1.6 | 5.4  |
| 2016-17 | Dallas       | 26  | 21  | 22.4 | .469 | .000  | .273  | 8.3  | 1.9 | .5  | 1.0 | 3.0  |
| 2016-17 | Cleveland    | 1   | 0   | 1.0  | .000 | .000  | .000  | .0   | .0  | .0  | .0  | .0   |
| 2017-18 | LA Lakers    | 24  | 0   | 9.4  | .680 | .000  | 1.000 | 3.4  | .7  | .2  | .6  | 1.7  |
| 2018-19 | Golden State | 11  | 5   | 12.2 | .500 | -     | 1.000 | 5.0  | 1.0 | .3  | .7  | 3.5  |
| Total   | Total        | 706 | 661 | 28.1 | .535 | .120  | .557  | 8.7  | 2.2 | .6  | 1.5 | 9.6  |

### Playoffs
| Año   | Equipo       | PJ | PT | MPP  | %TC  | %3P  | %TL  | RPP  | APP | ROB | TPP | PPP |
| ----- | ------------ | -- | -- | ---- | ---- | ---- | ---- | ---- | --- | --- | --- | --- |
| 2006  | Milwaukee    | 5  | 5  | 34.4 | .435 | .000 | .375 | 6.2  | 3.4 | .6  | .0  | 8.6 |
| 2013  | Golden State | 12 | 12 | 27.3 | .582 | .000 | .348 | 10.9 | 1.8 | .5  | 1.5 | 7.2 |
| 2015  | Golden State | 19 | 18 | 23.2 | .560 | .000 | .385 | 8.1  | 1.9 | .6  | 1.8 | 4.7 |
| 2016  | Golden State | 22 | 22 | 16.6 | .623 | .000 | .357 | 5.7  | 1.4 | .6  | 1.6 | 4.6 |
| 2019  | Golden State | 19 | 6  | 9.4  | .649 | .000 | .800 | 3.9  | 1.1 | .3  | .3  | 2.7 |
| Total | Total        | 77 | 63 | 19.3 | .573 | .000 | .397 | 6.7  | 1.6 | .5  | 1.2 | 4.8 |

## Logros y reconocimientos
- Campeón del Mundo Sub-19 con Australia en 2003 y elegido MVP del Torneo.
- Elegido en el mejor quinteto de rookies en 2006.
- Campeón de la NBA en 2015.[11]
- Inducido en el Salón de la Fama de la FIBA en 2025.[12]

## Vida personal
Andrew es hijo de Mišo y Ankica Bogut, dos croatas que emigraron a Australia. 
Andrew y su esposa Jessica tienen dos hijos, Luka y Nikola.